# Álvaro Hernández Castro
Álvaro Hernández Castro fue un futbolista español que jugó de defensa, jugó toda su carrera en el C. D. Tenerife.

## Carrera

### Inicios
Álvaro se formó en el infantil Concepción, los juveniles del Club Deportivo Arguijón y del Salud, el regional del Atlético Ofra y el juvenil del Club Deportivo Tenerife, antes de pasar en el año 1954 al Real Unión de Tenerife. En este equipo militó durante tres temporadas, la última cedido por el Tenerife, que lo fichó cuando tenía 18 años.

### Cesión
Antes de debutar en competición oficial con el Tenerife, fue cedido a la Balompédica Linense, equipo con el que jugó en la grupo andaluz de Tercera división.

### C. D. Tenerife
En la campaña 1960-61, el Tenerife ascendió a la máxima división del fútbol español. De vuelta a Segunda la siguiente temporada, completó otras seis sesiones con el equipo. Sin embargo, descendió a Tercera en 1968. Al curso siguiente, el 8 de junio de 1969, tras jugar 231 partidos, se retiró del equipo.

### Nacional de Funchal
Unos meses después, atendió una oferta del Nacional de Funchal y se fue a jugar a Madeira un par de temporadas.

## Fallecimiento
Falleció el 15 de abril de 2016, a los 78 años.

## Trayectoria
| Temporada | Club           | País   | Partidos | Goles |
| 1957-58   | C. D. Tenerife | España | 0        | 0     |
| 1958-59   | C. D. Tenerife | España | 3        | 0     |
| 1959-60   | C. D. Tenerife | España | 30       | 0     |
| 1960-61   | C. D. Tenerife | España | 27       | 0     |
| 1961-62   | C. D. Tenerife | España | 28       | 0     |
| 1962-63   | C. D. Tenerife | España | 25       | 0     |
| 1963-64   | C. D. Tenerife | España | 27       | 0     |
| 1964-65   | C. D. Tenerife | España | 28       | 0     |
| 1965-66   | C. D. Tenerife | España | 21       | 1     |
| 1966-67   | C. D. Tenerife | España | 18       | 0     |
| 1967-68   | C. D. Tenerife | España | 21       | 0     |